# The Great Dan Patch
The Great Dan Patch è un film del 1949 diretto da Joseph M. Newman (come Joe Newman) sul grande trottatore Dan Patch. Il film è conosciuto anche come Ride a Reckless Mile, titolo delle riedizione del 1954.

## Produzione
Il film fu prodotto dalla W.R. Frank Productions con il titolo di lavorazione Dan Patch. Visalia Abbe, il cavallo che interpretava Dan Patch era un trottatore di quattro anni del Craig Cimmaron Ranch, vicino a Phoenix.

### Canzoni
- Mixed Team, parole e musica di Alexander Laszlo
- Can't Git You Then--Can't Git You Now, parole di John Taintor Foote, musica di Martin Broones

## Distribuzione
Distribuito dalla United Artists, il film - presentato da W.R. Frank - uscì nelle sale cinematografiche USA il 22 luglio 1949.